# Megachile capiticola
Megachile capiticola là một loài Hymenoptera trong họ Megachilidae. Loài này được Cockerell mô tả khoa học năm 1938.